# Caña rociera
La caña rociera es un instrumento andaluz tradicional de Almonte (Huelva). Su nombre viene de que su uso es muy común en la romería de El Rocío.

## Forma
Se hace a partir de una caña que se abre para que funcione como un idiófono de concusión.

## Uso

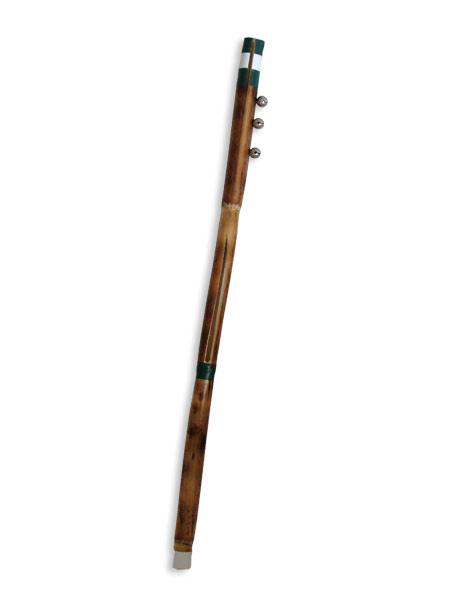
Caña con cascabeles.

Suele usarse como instrumento secundario de acompañamiento, también en el flamenco, para grupos; a veces puede llevar cascabeles.